# كيم يو بن
كيم يو بن (بالكورية: 김유빈)‏ هي ممثلة كورية جنوبية سابقة، ولدت في 14 يناير 2005 في كوريا الجنوبية.

## روابط خارجية
- كيم يو بن على موقع IMDb (الإنجليزية)
- كيم يو بن على موقع قاعدة بيانات الفيلم (الإنجليزية)

لم يتم العثور على روابط لمواقع التواصل الاجتماعي.